# Bakelse Aa
De Bakelse Aa of Bakelsche Aa is een zijbeek van de Aa die ontstaat bij de samenloop van de Oude Aa en de Kaweise Loop.
De gekanaliseerde beek is slechts een vijftal kilometer lang en stroomt door het natuurgebied Bakelse Beemden en ten noorden van de Helmondse nieuwbouwwijk Dierdonk. Vroeger kwam ze uit in de Nieuwe Aa, maar sinds 1993 komt ze rechtstreeks uit in de omgeleide Zuid-Willemsvaart.
De Bakelse Aa vormt de gemeentegrens tussen Helmond en Gemert-Bakel. Vóór 1832 werd de naam Bakelse Aa gebruikt voor de gehele beek de Vlier, die via de Kaweise Loop de huidige Bakelse Aa vormt.